# Bistum Troyes
Das in Frankreich gelegene Bistum Troyes (lateinisch Dioecesis Trecensis, französisch Diocèse de Troyes) der römisch-katholischen Kirche wurde im 4. Jahrhundert begründet. Es hat seinen Sitz in Troyes und ist Suffraganbistum des Erzbistums Reims.

## Weblinks

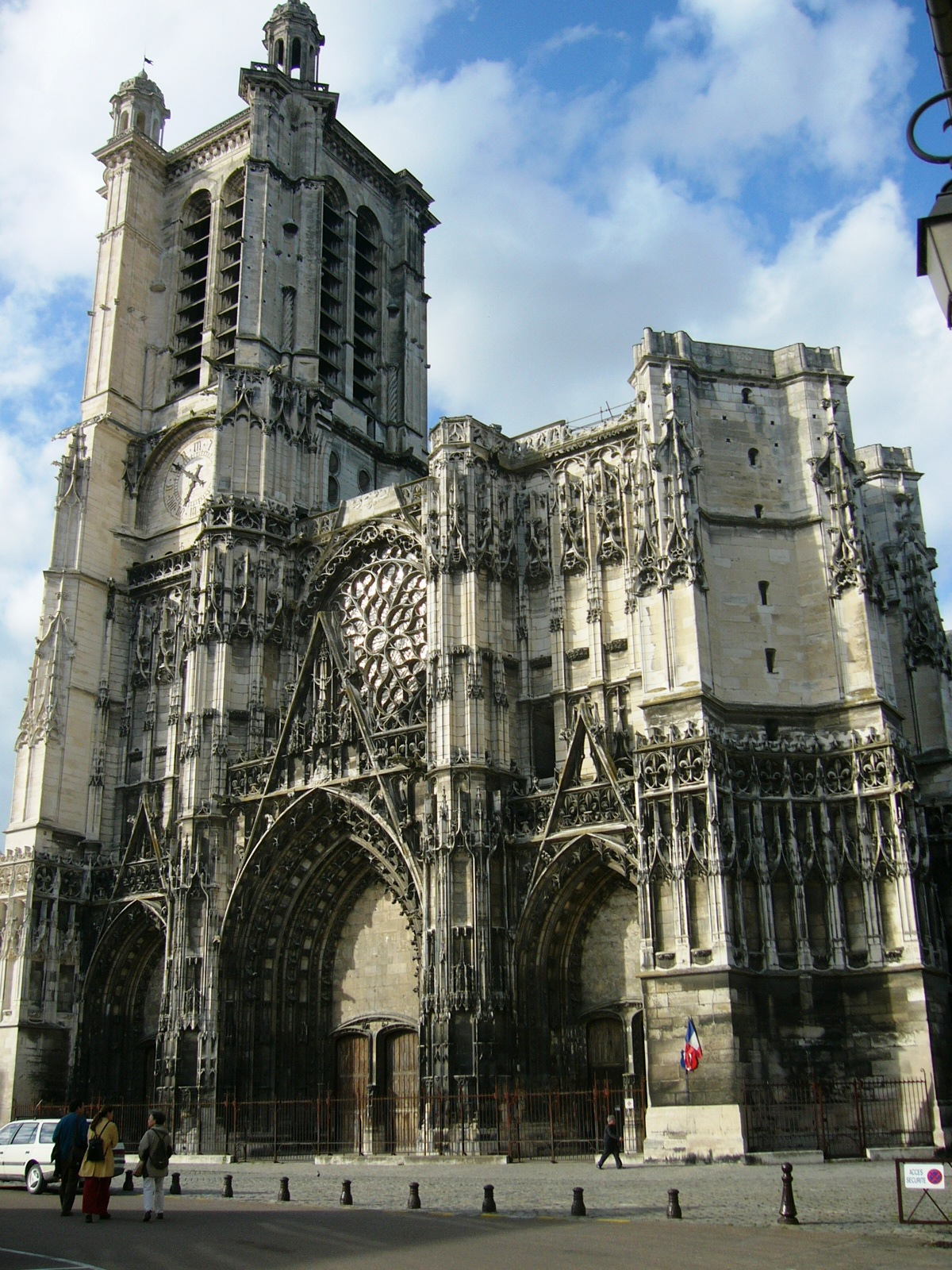
Kathedrale von Troyes